# Przycni Dół

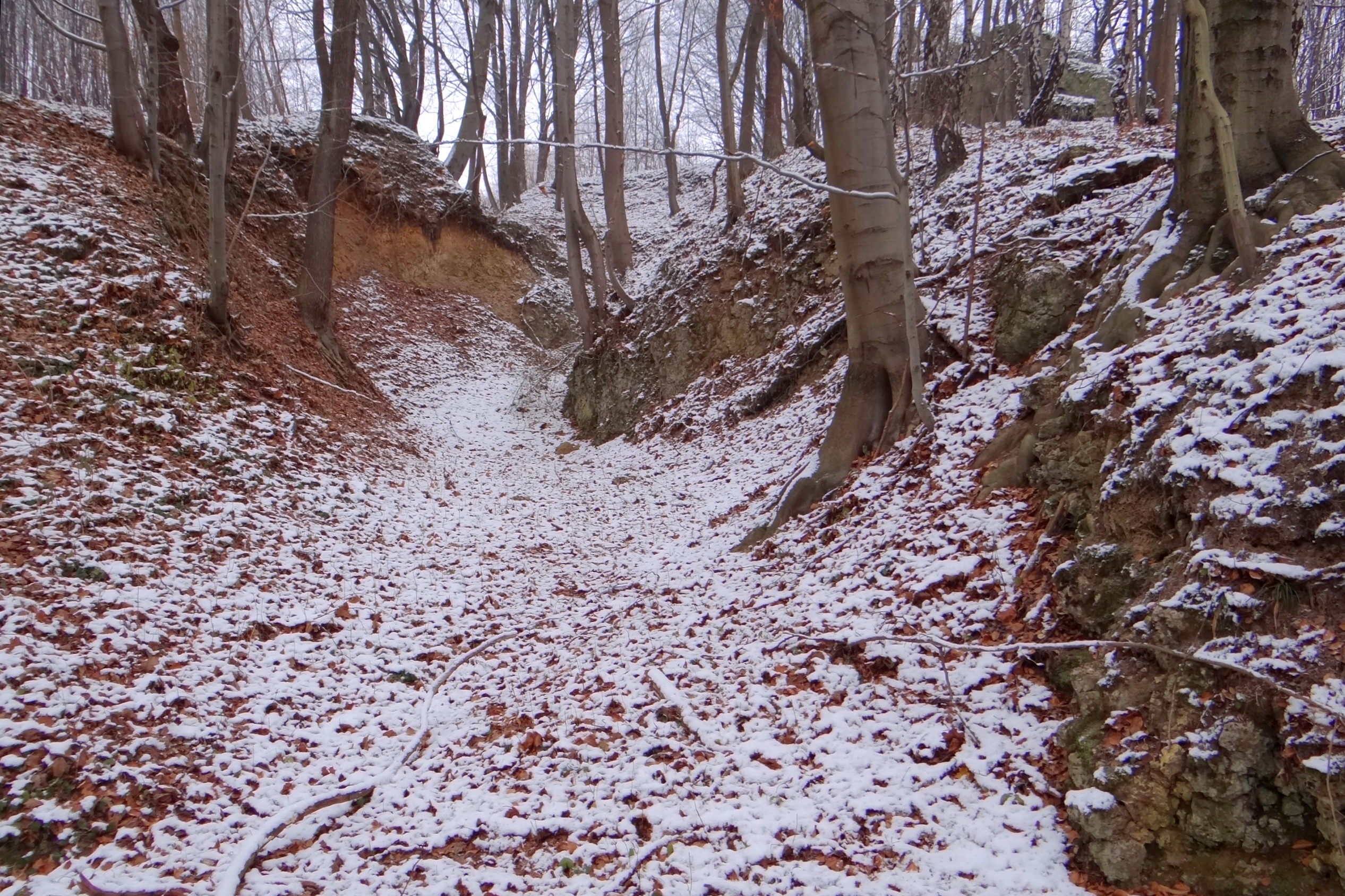

Przycni Dół – lessowy jar będący orograficznie lewym odgałęzieniem Wąwozu do Smokówki w Dolinie Szklarki na Wyżynie Krakowsko-Częstochowskiej. Jest zaznaczony na mapie Geoportalu, ale bez nazwy. Nazwę podają publikacje speleologiczne. Pod względem administracyjnym znajduje się w obrębie wsi Jerzmanowice w województwie małopolskim, w powiecie krakowskim, w gminie Jerzmanowice-Przeginia. 
Przycni Dół zaczyna się depresją wśród pól uprawnych i opada w kierunku zachodnim, w dolnej części przechodząc w płytko wcięty jar. Jest porośnięty lasem (z wyjątkiem najwyższego odcinka – depresja wśród pól uprawnych). Na jego południowym zboczu znajduje się niewielka skałka wapienna, w której znajdują się dwa obiekty jaskiniowe: Tunel Maszynownia i Szczelina przy Okapie w Wąwozie do Smokówki. 